# Leptocleidus megalonchus
Leptocleidus megalonchus är en plattmaskart. Leptocleidus megalonchus ingår i släktet Leptocleidus och familjen Dactylogyridae. Inga underarter finns listade i Catalogue of Life.